# خارچتری سرکوتاه
خارچتری سرکوتاه (نام علمی: Cottinella boulengeri) نام یک گونه از راسته عقرب‌ماهی‌سانان است.